# Ukui Satu
Ukui Satu is een bestuurslaag in het regentschap Pelalawan van de provincie Riau, Indonesië. Ukui Satu telt 4796 inwoners (volkstelling 2010).